# Паспорт гражданина Суринама

Паспорт Республики Суринам

Паспорт гражданина Суринама — документ, выдаваемый министерством иностранных дел Суринама (Ministerie van buitenlandse zaken Rebubliek Suriname) гражданам страны и нерезидентам.

## Внешний вид
Суринамский паспорт имеет вид книжки синего цвета, с надписью в верхней части Paspoort, гербом страны и надписью Republiek Suriname в нижней части.

## Типы паспортов
Имеется три типа паспорта гражданина Суринама:
- Гражданский (Nationaal)
- Бизнес (Zaken)
- Чрезвычайный (Nood)

## Язык паспорта
Языки паспорта Суринама — голландский и английский.

## Требуемые документы
Для получения паспорта Суринама необходим один из следующих документов:
- Подтверждение полиции (Verklaring politie)
- Документ срочного характера (Document spoedeisend karakter)
- Регистрация Торгово-промышленной палаты (Inschrijving kamer van koophandel en fabrieken)